# Emily Kassie
Emily Kassie (* 15. Dezember 1992 in Toronto) ist eine kanadische Investigativjournalistin und Filmemacherin.

## Leben
Die 1992 in Toronto geborene Kassie studierte an der Brown University und erhielt eine Gates Scholarship, mit der sie an der University of Cambridge ihren Master-Abschluss im Bereich Internationale Beziehungen machen konnte. Der Fokus ihrer Arbeit als Journalistin wie Filmemacherin liegt auf internationalen Krisen und Konflikten. An ihren Filmen ist sie neben ihrer Arbeit als Regisseurin auch als Produzentin und Kamerafrau beteiligt. Als Journalistin verfolgt sie das Konzept des visual journalism. Sie arbeitet für verschiedenen Medien, Formate und Plattformen wie die New York Times, Frontline des Public Broadcasting Service sowie Huffpost und der Non-Profit-Nachrichtenorganisation The Marshall Project.
2020 wurde Kassie mit ihrer Dokumentation Detained zum zweiten Mal mit dem National Magazine Award ausgezeichnet, außerdem wurde sie für den Peabody Award nominiert.
Mit I Married My Family's Killer, ihrer ersten Dokumentation, wurde sie bei den Student Academy Awards im Jahr 2015 ausgezeichnet. Der Film dreht sich um Ruanda nach dem Völkermord. Für Sugarcane, der auf dem Sundance Film Festival 2024 uraufgeführt wurde, ist sie gemeinsam mit Julian Brave NoiseCat und Kellen Quinn bei der Oscarverleihung 2025 für die Kategorie Bester Dokumentarfilm nominiert.
Beim Filmfest Hamburg 2025 wurden Kassie und ihr Mitregisseur Julian Brave NoiseCat mit dem Preis für den Politischen Film von der Friedrich-Ebert-Stiftung ausgezeichnet. Weitere Auszeichnungen und Nominierungen auf diversen internationalen Filmfestivals kamen hinzu, so beim Seattle International Film Festival.

## Filmografie (Auswahl)
- 2014: I Married My Family's Killer (Kurzdokumentation)
- 2017: Into the Deluge (Kurzdokumentation)
- 2018: A Girl Named C (Dokumentarfilm)
- 2018: I Just Simply Did What He Wanted (Kurzdokumentation)
- 2018: Banished (Kurzdokumentation)
- 2020: Detained (Kurzdokumentation)
- 2024: Sugarcane (Dokumentarfilm)